# Trådmattsvamp
Trådmattsvamp (Pterula gracilis) är en svampart som först beskrevs av Desm. & Berk., och fick sitt nu gällande namn av Corner 1950. Trådmattsvamp ingår i släktet Pterula och familjen mattsvampar.  Arten är reproducerande i Sverige. Inga underarter finns listade i Catalogue of Life.